# Batalla de Sagunt
La batalla de Sagunt o batalla de Puçol va ser un episodi militar de la Guerra del Francès.

## Antecedents
El març de 1810 el mariscal Suchet va rebre l'ordre d'aproximació a València, presentant-se a Morvedre el 4 de març, i com la ciutat no estava fortificada, els saguntins van sotmetre's i el van rebre amb tota la solemnitat, inclosa la repicant les campanyes. El mateix dia, Suchet va visitar el castell de Sagunt que domina la ciutat. A Sagunt es va unir a Suchet el general Harbert i es va reunir en dues columnes el 6 de març direcció a València. Acamparen a El Puig i la seva intenció era que València es revoltés facilitant l'entrada dels francesos a la ciutat, però no es va produir i el 10 de març, la nit es va tornar a dirigir a Catalunya, on va conquerir Lleida, Tortosa i Tarragona.
A finals de 1811 es pot considerar que Catalunya és totalment ocupada pels francesos i a l'inici de 1812, es procedeix a l'annexió de Catalunya dins l'imperi napoleònic, dividida administrativament en els departaments del Ter, de Montserrat, del Segre i de l'Ebre. Amb Catalunya en poder de Napoleó, la campanya es va dirigir a reprendre Terol, que havia caigut en mans dels insurgents durant el setge de Tarragona, i el País Valencià, en què les defenses s'havien establert a la riba del Guadalaviar, Morvedre i la ciutat de València.
Les forces de Suchet es dividiren en tres columnes a Tortosa, on es mantenia el tren de setge francès. A la columna del camí de la costa, d'11.000 homes, hi havia la divisió d'infanteria francesa de Pierre-Joseph Habert, la brigada d'infanteria de Louis Benoît Robert de la divisió de Louis François Félix Musnier, gairebé tota la cavalleria i tota l'artilleria de camp. La brigada de Florentin Ficatier va acompanyar els canons de setge de moviment lent. Musnier no es va unir a l'expedició i va comandar les guarnicions que vetllaven per la línia d'abastament francesa. La columna central de 7.000 homes estava formada per la divisió d'infanteria italiana de Giuseppe Federico Palombini i els napolitans de Claude Antoine Compère es va desplaçar cap al sud per la carretera de muntanya via Alcanyís i Morella. La columna dreta marxava al sud-est a la carretera de muntanya de Terol i comprenia 5.000 homes de la divisió d'infanteria de Jean Isidore Harispe, que es va enfrontar amb el major perill perquè les seves tropes es trobaven més a prop de l'exèrcit espanyol de Joaquín Blake.
Blake es va resignar a una defensa passiva, construint una línia de fortificacions i trinxeres per protegir València. A Sagunt, uns vint quilòmetres al nord de València, va ordenar que es construís una fortalesa poderosa on en març de 1810 a les ruïnes del turó de la ciutat romana de Saguntum que fou després ocupada pels moriscs. Per recomanació de l'oficial britànic Charles William Doyle, els treballadors espanyols van restaurar les antigues muralles omplint els buits amb blocs de pedra de les antigues ruïnes. El teatre romà, relativament intacte fins a aquest moment, es va desmuntar per proporcionar materials de construcció. Tot i això, l'obra encara estava inacabada quan l'exèrcit de Suchet va avançar. La fortalesa estava ocupada per Hi havia cinc batallons d'infanteria amb 2.663 soldats al comandament del coronel Andriani. La guarnició tenia 17 canons dels quals només tres eren de 12 lliures i la resta de peces més lleugeres. Els espanyols també van guarnir Peniscola amb 1.000 soldats i Orpesa amb 500 més.
El 15 de setembre, les tres columnes franceses van començar a moure's i dos dies després, la columna esquerra de Suchet va passar per Peníscola, deixant un batalló i alguns hússars per vigilar el lloc. El 19 de setembre, la columna costanera francesa va evitar les dues torres defenses properes a Orpesa. Aquella nit, la columna central de Palombini es va unir a la columna de l'esquerra, sense haver-hi oposició al llarg del recorregut. Blake va enviar la divisió del general José Obispo per bloquejar la columna de Harispe al pas de Barraques. Harispe va detectar la força espanyola i va agafar una carretera lateral cap a l'est per evitar Obispo. Aquesta divisió francesa va marxar per la vall del riu Millars fins a la costa per unir-se a les altres dues columnes. El 22 de setembre, tot l'exèrcit de Suchet va partir de Castelló de la Plana, escombrant 500 tropes espanyoles a Vila-real i l'endemà va ser davant del castell de Sagunt.

## Setge

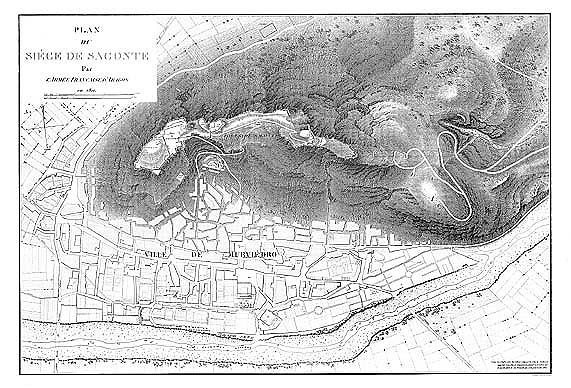
Gravat representant el setge de Sagunt

El 23 de setembre, l'exèrcit francès va encerclar el castell de Sagunt amb la divisió d'Habert a l'est i la divisió de Harispe a l'oest mentre la cavalleria de Suchet va travessar el camp cap al sud, fins a menys de 10 quilòmetres de València, sense trobar oposició important i la divisió de Palombini es va dirigir cap al nord-oest per interceptar qualsevol intent espanyol de socórrer el setge. En veure que les defenses del castell no estaven completades i que hi havia dues forats a la muralla, Suchet atacar a la mitjanit del 27 al 28 de setembre amb dues columnes de 300 homes, formades per voluntaris de la divisió de Habert, i una tercera columna de mida similar de suport, que es van preparar a Morvedre a la base del turó del castell. Habert tenia 2.000 homes preparats per suportar un avenç. Per enganyar als defensors, sis companyies dels italians de Palombini farien una diversió contra una altra part de la fortalesa. Suchet esperava que l'assalt seria una sorpresa.
Els atacants es van dirigir a les fosques a una gran cisterna que es trobava a prop del teatre romà, a 110 m de les dues esquerdes. Per accident, es va disparar un tret i els assaltants van perdre la cobertura i els defensors es van alertar. Els atacants van poder plantar diverses escales contra el mur, però les tropes espanyoles van lluitar amb un coratge desesperat i tots els francesos que van arribar a la part superior de la muralla van ser abatuts i les escales van caure. Els francesos van atacar amb força, però els seus oponents van aguantar la seva posició. A mitjanit, els homes de Palombini van llançar la diversió, que va ser contestada per un foc de mosquet sense provocar que la guarnició transferís tropes fora de l'atac principal. La tercera columna es va afegir a l'assalt principal, però aquest esforç també va fallar. Finalment, els supervivents es van tornar a cobert i Suchet va autoritzar que les columnes assaltades es retiressin. El mariscal va admetre pèrdues de 247 morts i ferits, encara que una altra font va afirmar que 360 homes van resultar ferits, entre ells 52 italians. Les pèrdues espanyoles només foren 15 morts i menys de 30 ferides.
Després del fracàs, Suchet va ordenar que se li unissin la brigada de Ficatier i els canons de setge. En el seu lent viatge des de Tortosa, els canons pesats primer havien de sotmetre les dues torres d'Orpesa. El mariscal francès va dividir el seu exèrcit en una força de bloqueig per envoltar el castell i una força de defensa per defensar-se de la ingerència espanyola. Mentre esperaven els canons de setge, els enginyers francesos van començar a preparar posicions i rampes de bateria per pujar els canons al turó. Joaquín Blake no confiava en els seus soldats per lluitar a camp obert contra el veterà exèrcit de Suchet, i Nicolás de Mahy y Romo, que comandava l'exèrcit murcià, es queixava que les seves tropes no tenien cap confiança en les seves capacitats de lluita. En aquesta situació, Blake esperava obligar Suchet a retirar-se tallant la seva línia de subministrament i va enviar la divisió de José Obispo a Segorb on va bloquejar la carretera de Terol. L'esforç principal contra les comunicacions de Suchet el van fer els guerrillers.
Juan Martín Díez, José Durán i les seves bandes guerrilleres van atacar Calataiud, obligant els seus defensors franco-italians a refugiar-se en un convent fortificat. Els guerrillers de Martín van atacar una columna de socors de 1.000 homes i els espanyols van obligar els 560 supervivents a rendir-se el 3 d'octubre de 1811 explotant dues mines sota les muralles. En aquest moment, la divisió italiana de 7.000 homes de Severoli reforçava les forces d'ocupació imperials d'Aragó, restablint la seva confiança. Francisco Espoz i Mina amb 4.000 guerrillers va acostar-se a Ejea de los Caballeros, obligant la seva guarnició a sortir i unir-se a una columna de relleu de 800 homes dirigida pel coronel Ceccopieri. Sense adonar-se de la força de Mina, Ceccopieri va enviar al seu batalló del 7è Regiment d'infanteria de línia italiana al relleu d'Ayerbe. El 16 d'octubre, Mina va emboscar als italians, matant 200 soldats i el seu comandant i capturant els 600 supervivents. A continuació, Mina va enviar els seus presos a Mutriku i els va lliurar a la fragata HMS Iris. No obstant això, aquests menors desastres no van distreure Suchet del seu setge de Sagunt.
Blake va fer alguns intents poc efectius d'interferir amb el setge. Suchet va enviar la divisió de Palombini i la brigada de Robert per perseguir la divisió d'Obispo fora de Segorb, cosa que es va fer fàcilment. El 2 d'octubre, la divisió de Harispe i la brigada de Robert van expulsar les tropes del tinent general Charles O'Donnell de Benaguasil, causant 400 víctimes a les tropes espanyoles i patint unes 60 víctimes. En sentir el rumor que les tropes franceses s'acostaven des de Madrid, Blake va enviar els murcians de Mahy en una marxa infructuosa a Conca on van trobar només un batalló enemic que es va escapar. El 10 d'octubre, els canons de setge de Suchet van arribar a Orpesa on van obligar a la rendició de 215 soldats espanyols a la primera torre. L'endemà, les tropes de la segona torre van ser evacuades pel navili de línia HMS Magnific. El 12 d'octubre, el tren de setge va arribar al castell de Sagunt i la brigada de Ficatier es va estendre per defensar Segorb, Oropesa i Almenara.
Els generals de divisió Sylvain Charles Valée i Joseph Rogniat, comandants respectivament de l'artilleria i l'enginyeria de Suchet, van arribar amb el tren de setge i van trigar quatre dies a arrossegar els pesats canons a la bateria de dalt del turó, i com que aquest era pedregós, van haver de pujar la terra des del fons del turó per tal de construir parapets. El 16 d'octubre, els canons de setge van obrir foc i cap a la tarda del 18, els artillers i enginyers van informar que hi havia una ruptura a les defenses espanyoles al reducte de Dos de Maig i Suchet va ordenar un assalt aquella aquesta nit. El pla preveia que 400 homes de la divisió d'Habert dirigissin l'atac i que tinguessin el suport dels italians de Palombini. Les armes de setge van colpejar el trencament fins a l'últim minut, causant pèrdues entre els defensors, que es van mantenir valents als seus llocs amuntegant sacs de sorra i altres obstacles a la bretxa. A les cinc de la tarda, la columna assaltant va córrer cap a les defenses i van arribar a la mitja part de la bretxa abans de ser detinguts per un foc intens. Els pocs soldats francesos que van arribar al cim van ser apunyalats o disparats. L'assalt va ser un fracàs complet i Habert va ordenar aviat als homes que es retiressin. Suchet va admetre la pèrdua de 173 víctimes, però el total real va ser més prop de 300.
Després del refús, Rogniat va convèncer Suchet perquè confiés en mètodes de setge. Els defensors van continuar resistint durament i els francesos perdien cada dia entre 15 i 20 homes per intentar apropar les seves obres a les fortificacions espanyoles. Mentrestant, Blake va tornar a enviar Obispo a apoderar-se de Segorb i Suchet va contrarestar aquesta acció enviant Palombini el 20 d'octubre amb 4.500 efectius francoitalians per netejar la carretera de Terol, i cap al 24, Palombini tornava amb l'exèrcit de Suchet. Tornant de la seva inútil incursió a Conca, Mahy es va unir a Blake el 23 d'octubre i l'endemà, va partir amb el seu exèrcit per alleujar el castell de Sagunt. L'estratègia de Blake per evitar la batalla era profundament impopular a València i necessitava lluitar una batalla o retirant-se del comandament.

## Batalla

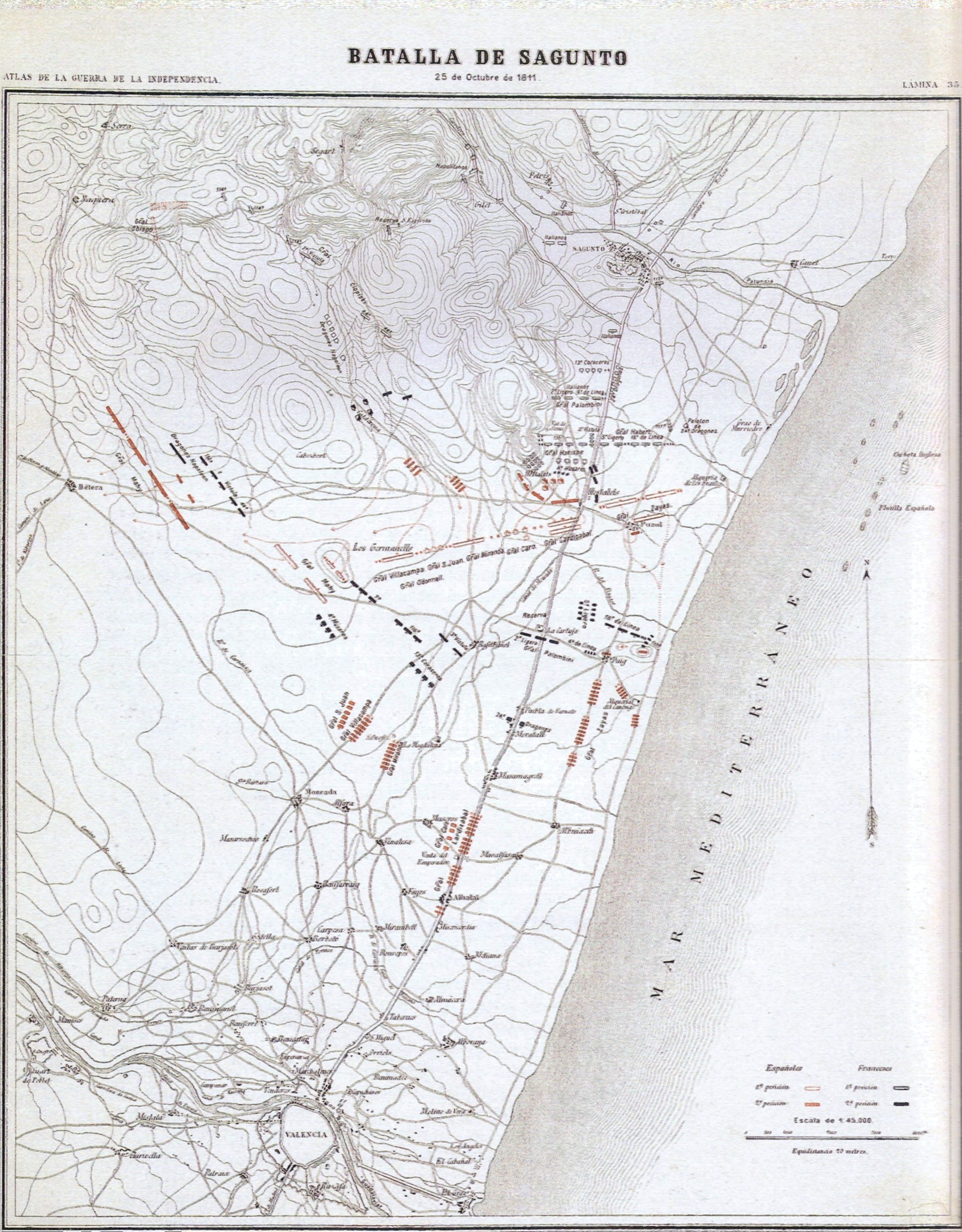
Batalla de Sagunto. Atlas de la guerra de la independencia. José Gómez de Arteche

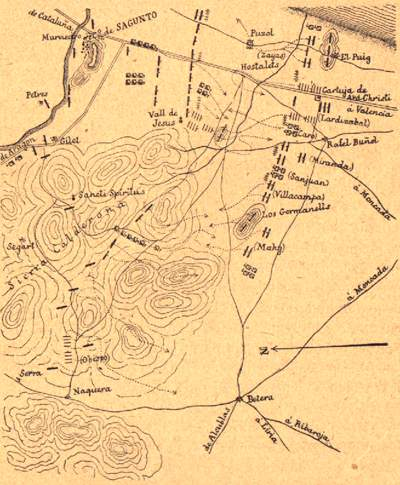
Representació de la batalla

Blake va planejar atacar i parar l'exèrcit francès imperial amb l'ala dreta, mentre que atacava el flanc dret enemic amb la major part del seu exèrcit. L'atac de l'ala dreta va ser dirigit per les veteranes divisions d'infanteria de Zayas (2.500) i Lardizabal (3.000), que van comptar amb el suport de 3.500 homes de la reserva valenciana del general Velasco, 300 genets del general Loy, 800 de cavalleria valenciana del general Caro i tres bateries d'artilleria. L'ala esquerra Blake estava formada per les divisions d'infanteria valenciana dels generals José Miranda (4.000), Pedro Villacampa (3.350) i José Obispo (3.400), i les brigades d'infanteria murciana de Mahy dirigides pels generals Juan Creagh i Conde de Montijo (4.600 en total). El general San Juan va dirigir una brigada de 900 valencians i una segona brigada de 800 genets murcians. Hi havia 18 canons de camp en tres bateries. Charles O'Donnell tenia previst atacar amb Villacampa i Miranda, mentre que Obispo entrava a la part posterior de la dreta imperial. Mahy i San Juan donarien suport a l'atac d'O'Donnell, mentre que dos batallons murcians sota el coronel O'Ronan servien d'enllaç entre Obispo i O'Donnell. En conjunt, Blake llançaria 10.500 soldats contra el flanc esquerre de Suchet i 17.000 contra el seu costat dret.
Uns 4.000 efectius es van mantenir a les línies de setge, i per fer front a l'exèrcit de Blake, Suchet va desplegar 12.000 infants, 1.800 genets i sis bateries d'artilleria de camp, sumant a un total d'uns 14.000 homes. Tot i ser superat gairebé dos a un, el mariscal francès era conscient que el seu exèrcit era qualitativament superior al de l'exèrcit del seu oponent. Suchet va ubicar la divisió de Habert (2.500) al flanc esquerre i la divisió de Harispe (3.600) al centre. La reserva constava de la brigada italiana de 2.000 homes del general Vertigier Saint Paul i 1.300 de cavalleria. Al costat dret es trobava la brigada de Robert (2.500), el regiment de dragons Napoleone del coronel Schiazzetti (450) i una bateria d'artilleria. A l'últim moment, Suchet va canviar el 44è de línia (1.800) del general de la brigada Józef Chłopicki al flanc dret. Chłopicki era superior a Robert, de manera que el polonès va assumir el comandament del flanc dret. Mentre que el centre i l'esquerra imperial estaven distribuïts a la plana, el flanc dret alineava les crestes dels turons de Sancti Espiritus.
Al voltant de les 7 del matí, els dos batallons d'O'Ronan van topar amb la brigada de Robert i van ser rebutjats, i immediatament les dues divisions d'O’Donnell van baixar d'Els Germanells i van atacar les tropes de Chłopicki. A mesura que pujaven els vessants de Sancti Espritus, la divisió de Villacampa a l'esquerra anava una mica per davant de la divisió de Miranda a la dreta. En segona línia hi havia la cavalleria de San Juan i, a la part posterior dels Germanells estava la infanteria murciana de Mahy. Quan les formacions espanyoles van començar a pressionar la línia d'escaramussa imperial, Chłopicki va ordenar un atac. La brigada de Robert va entrar en contacte primer amb Villacampa i el va empènyer fins al fons del turó sense gaire resistència. Entre els cinc batallons de Robert i els dos batallons del 44è d'infanteria de línia hi havia els dragons de Schiazzetti, que van carregar costa avall per la bretxa entre les dues divisions valencianes i després van girar al flanc esquerre dels soldats de Miranda. En veure que la divisió de Villacampa es retirava i els dragons italians no actuaven al seu flanc, els homes de Miranda es van girar i van retirar de nou a la vall. O'Donnell va ordenar a la cavalleria de San Juan que protegís la seva infanteria. Reconeixent la crisi, Mahy va enviar les seves tropes a l'acció.
Després del seu impressionant èxit, Chłopicki va detenir les seves tropes per veure com anaven els assumptes al centre i l'esquerra. En aquell moment, les dues divisions d'O'Donnell estaven pressionant al fons del turó. Després d'haver recomposat els seus dragons, Schiazzetti els va llançar contra la brigada de cavalleria valenciana de San Juan, que es va girar allunyant-se, passant sobre els dos primers batallons de Mahy, fent que també fugissin. En aquest moment, Chłopicki va llançar els seus set batallons cap endavant i les dues divisions d'O'Donnell es van dissoldre. La brigada de cavalleria murciana i dues brigades d'infanteria també es van ensorrar. Mahy va aconseguir formar una rereguarda d'un batalló cadascun dels regiments d'infanteria de Conca i Molina (la brigada de Montijo i la divisió de Villacampa, respectivament); la resta es va escampar en una fugida de pànic. Les pèrdues espanyoles van ser només uns 400 morts i ferits, però les tropes imperials van fer uns 2.000 presoners i uns quants canons. La divisió d'Obispo es va presentar massa tard, i els batallons d'O'Ronan es van unir a ella i es van retirar cap al nord.
Mentre succeïa el fiasco de l'esquerra, l'ala dreta espanyola va començar el seu atac. Habert es va mantenir molt allunyat de la costa perquè hi havia diverses barques espanyoles a la cost disparant els seus canons. Al flanc dret espanyol, la divisió de Zayas va avançar i es va combatre amb mosquets amb les tropes d'Harispe, sense que cap dels dos obtingués l'avantatge. Al centre, els dos bàndols van intentar ocupar un espai entre les línies de batalla i la primera brigada de Ladizabal del general Prieto va arribar primer. Prieto va desplegar ràpidament 1.500 soldats i una bateria d'artilleria per defensar el terreny. Suchet va organitzar un atac encapçalat per quatre batallons del 7è d'infanteria de línia, recolzats a cada flanc pel 116è d'infanteria de línia i els polonesos de la 3a Legió del Vístula. Dos esquadrons del 4t d'Hussars i un esquadró del 13è de Cuirassers cobrien el flanc esquerre d'Harispe. L'atac imperial va obligar els homes de Prieto a retirar-se, però no abans de causar greus pèrdues als enemics; El general de Brigada Marie Auguste Paris va resultar ferit i el cavall d'Harispe va morir. Lardizabal va enviar la seva segona brigada i una segona bateria contra les tropes de Harispe. Mentrestant, una bateria francesa començava a castigar el flanc dret de Ladizabal.
Els generals Loy i Caro van carregar amb 1.100 genets espanyols amagats per alguns arbres sobre els tres esquadrons francesos a l'esquerra de Harispe que es van trencar. Loy va conduir els seus soldats a capturar tres canons i gairebé van sobrepassar al 116è de Línia que amb prou feines va tenir temps de retrocedir per protegir el flanc imperial i els genets de Caro van perseguir la cavalleria francesa en retirada. Suchet va ordenar a Palombini que enviés la brigada de Saint Paul per taponar el forat de la línia i a les dues esquadres restants del 13è de Cuirassers que carreguessin. Els 350 cuirassers es van estavellar contra la cavalleria espanyola i els van dispersar. Tant Loy com Caro van intentar valentment reunir els seus soldats i ambdós van resultar ferits greus i capturats. Els cuirassers caigueren sobre una bateria espanyola i només es van aturar quan va arribar al torrent Picador a la rereguarda espanyola, on van ser atacats pels canons de la Reserva Valenciana. En aquell moment la divisió de Lardizabal continuava en el seu combat de mosquets amb els soldats de Harispe.
Després de la càrrega dels cuirassers, els italians de Saint Paul van expulsar la resta de la cavalleria i es van dirigir al flanc dret sense protecció de la divisió de Lardizabal, que havia aguantat però finalment es va esfondrar sota la pressió frontal i del flanc. Blake havia establert el seu lloc de comandament i la reserva massa a la rereguarda per influir en la batalla, va donar l'ordre inicial d'avançar i després ja va deixar que es desenvolupessin els esdeveniments. Quan les tropes de Lardizabal van cedir, Blake finalment va ordenar que la seva ala dreta es retirés ràpidament sense perill i va començar a organitzar una retirada general. Zayas va poder desviar-se de Habert i treure la major part de les seves tropes a través del torrent Picador.
El 400 homes del batalló de la Guàrdia Valona de la divisió de Zayas va defensar Puçol on van cridar l'atenció de la divisió d'Habert, i després d'una dura lluita el batalló va ser capturat, però permetent que la resta de la divisió escapés sense més pèrdues. Després de la retirada, Lardizabal va reformar la divisió amb la Reserva. Es va produir una calma en la batalla durant la qual Suchet va reordenar els seus regiments i va ordenar que el 4t d'hússars es reunís a la dreta per ajudar a Chłopicki amb els presoners, i llavors Suchet va enviar el seu darrer regiment, els 24è de dragons, directament per la carretera principal, carregant sobre els supervivents de Lardizabal, trencant els darrers batallons formats i van agafar dos canons i quatre banderes. La persecució imperial va continuar durant 11 km.

## Conseqüències
L'exèrcit de Joaquín Blake va perdre prop de 1.000 morts i ferits, la majoria a les divisions veteranes de Zayas i Lardizabal. Els francesos van fer 4.641 presoners i van capturar 12 canons. El 2n Regiment de Badajoz va perdre 17 oficials i 521 homes de cada 800, la majoria fets presoners. Harispe i Habert van perdre 41 víctimes oficials mentre lluitaven en les dues divisions de veterans espanyols; Chłopicki i Robert només van patir set víctimes oficials. Com de costum, Suchet va subestimar les seves pèrdues en 130 morts i 590 ferits. El nombre de víctimes espanyoles va ser de prop de 6.000. Les pèrdues franceses van ser probablement al voltant de 1.000 morts i ferits.
L'endemà, Suchet va enviar un emissari a Andriani per demanar la rendició de la guarnició, que va cedir aviat. Després de veure que l'exèrcit de socors es dispersava davant dels seus ulls, les tropes de la guarnició no tenien més estómac per a un setge. En aquest moment, les trinxeres de setge franceses estaven molt a prop de les defenses espanyoles. El reducte de Dos de Maig estava en ruïnes del bombardeig i probablement hauria caigut al següent assalt. Els 2.500 supervivents es van convertir en presoners francesos, encara que 200 d'ells estaven massa malalts o ferits per ser traslladats de l'hospital. La majoria dels 17 canons van ser eliminats i la seva munició era poca, tot i que hi havia prou cartutxos de mosquetó per allargar la defensa.
Suchet podria haver avançat a València i escampat els 22.000 supervivents de l'exèrcit desmoralitzat de Blake. En canvi, el mariscal francès es va detenir després de la seva victòria. Després de proporcionar una guarnició per al castell de Sagunt i de desmarcar una brigada per escorcollar els presoners espanyols a la rereguarda, només tenia 15.000 homes disponibles per a operacions de camp. Suchet va rebutjar utilitzar la brigada de Ficatier perquè va assegurar les carreteres per on li arribaven els aliments i els subministraments. Volia que les divisions de Severoli i Reille avancessin a València. Severoli estava a les seves ordres, però les tropes del general custodien Aragó. Per obtenir l'ajuda de Reille, Suchet necessitava el permís de Napoleó. Aquest consentiment arribaria al desembre.
València caigué el 14 de gener de 1812 El màxim desplegament francès a la península durà fins a mitjan 1812, i la retirada d'efectius amb destinació a la campanya de Rússia va ser aprofitada pels aliats per reprendre la iniciativa a partir de la seva victòria en la batalla dels Arapiles 22 de juliol de 1812, entrant a Madrid el 6 d'agost i des d'allí avançant cap a Burgos. Adonant-se que el seu exèrcit corria el perill de ser aïllat, Soult va ordenar la retirada de Cadis, sortint de terres gaditanes el 24 d'agost. Contrarestant l'ofensiva francesa, els aliats van avançar al llarg de 1813 fins als Pirineus, derrotant els francesos en les batalles de Vitòria el 21 de juny i San Marcial el 31 d'agost.